# Senyoriu de Cameros
El senyoriu de Cameros va ser creat cap a 1040 per Garcia Sanxes III "El de Nájera", rei de Pamplona i per la seva dona Estefania de Foix, filla dels Bernat I de Foix, rebent-lo Fortún Ochoa, membre de la poderosa família Fortún, descendents del comte got Casi i dels Fortún, últims reis de la primera dinastia de Pamplona (dinastia Iñiga), i parents dels Banu Qasi de Tudela.
El senyoriu va romandre en aquesta família fins al 1334 quan Juan Alfonso de López d'Haro II va ser desposseït del senyoriu pel rei Alfons XI de Castella i executat a llançades a Agoncillo. La família va estar històrica i familiarment molt lligada al senyoriu de Biscaia. En 1366 el rei Enric II de Trastámara, va concedir el senyoriu (quaranta-quatre poblacions) a Juan Ramírez de Arellano com a recompensa per la seva ajuda al facilitar-li la fugida després de la derrota soferta en la batalla de Nájera, romanent el senyoriu en poder d'aquesta família fins a 1812, data en la qual van ser abolits els senyorius per la Constitució espanyola de 1812.

## Senyors de Cameros
- Fortún Ochoa, (vers 980 al 1057), primer senyor de Cameros.
- Sancho Fortúnez, (1057 al ?), segond senyor de Cameros.
- Ximeno Fortunión, tercer senyor de Cameros.
- Íñigo Ximénez, quart senyor de Cameros.
- Ximeno Fertungones, nascut vers 1090, cinquè senyor de Cameros.
- Pedro Ximénez, sisè senyor de Cameros.
- Juan Ramírez de Arellano
- Alonso Ramírez de Arellano, 1r comte d'Aguilar
- Carlos Ramírez de Arellano, 2n comte d'Aguilar
- Alonso Ramírez de Arellano, 3r comte d'Aguilar
- Ana Ramírez de Arellano, 4t comtessa d'Aguilar
- Felipe Ramirez de Arellano, 5è comte d'Aguilar
- Felipe Ramirez de Arellano, 7è comte d'Aguilar
- Juan Ramirez de Arellano, 8è comte d'Aguilar